# 글레어

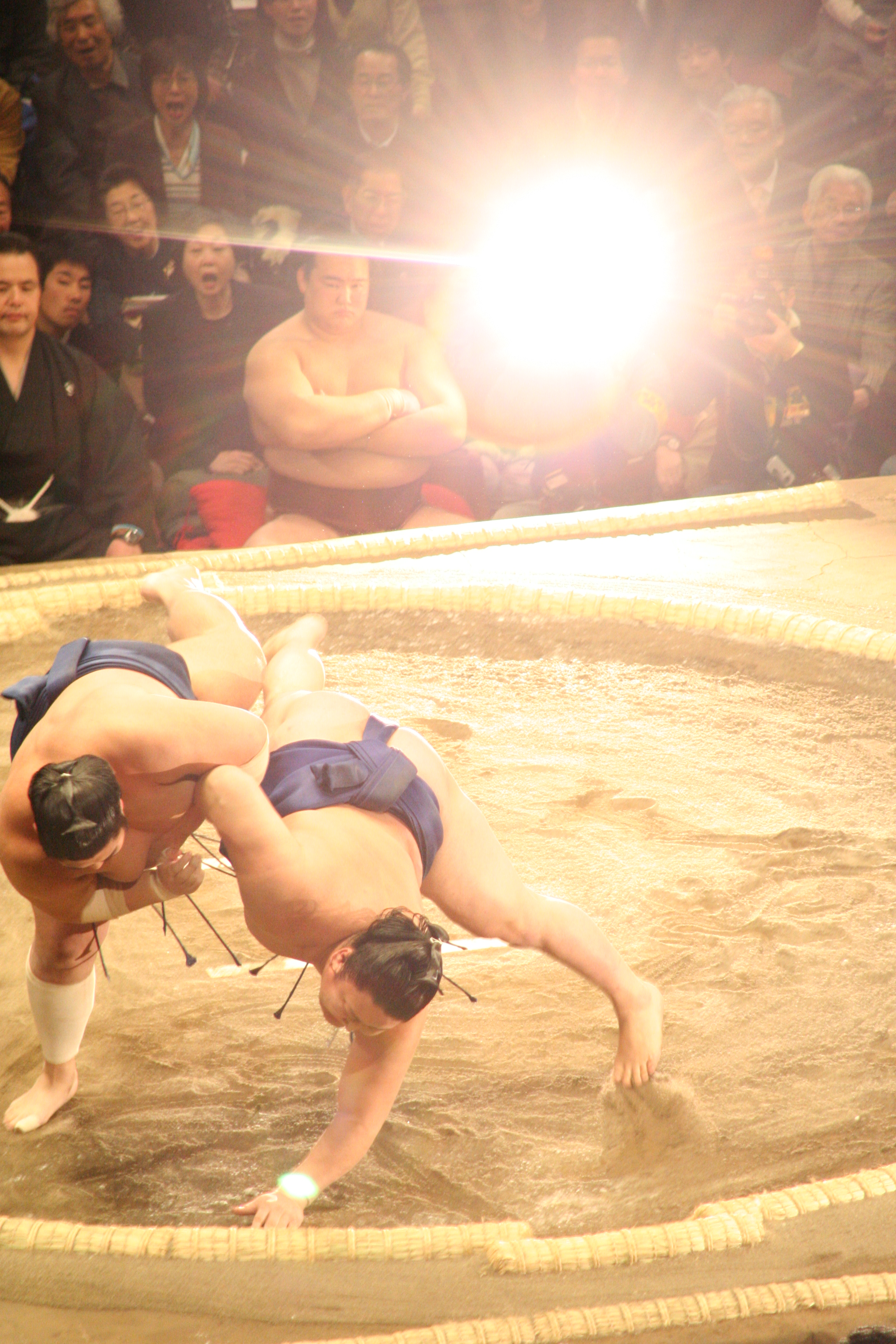
스모 경기 중에 카메라 플래시가 일어나고 있는 모습

글레어(glare) 또는 눈부심은 밤에 직사광선이나 반사광과 같은 밝은 빛이나 자동차 헤드램프와 같은 인공 조명이 있는 곳에서 보기 어려운 현상이다. 이 때문에 일부 자동차에는 자동 눈부심 방지 기능이 있는 거울이 포함되어 있고, 건물에서는 탑승자를 보호하기 위해 블라인드나 루버를 사용하는 경우가 많다. 눈부심은 작업(보고 있는 것)과 눈부심 광원 사이의 상당한 휘도 비율로 인해 발생한다. 작업과 눈부심 원인 사이의 각도, 눈의 적응과 같은 요소는 눈부심 경험에 큰 영향을 미친다.

## 불편함과 장애
눈부심은 일반적으로 불편 눈부심(discomfort glare)과 장애 눈부심(disability glare)의 두 가지 유형으로 나눌 수 있다. 불편 눈부심은 시야 내의 높은 밝기(또는 밝기 대비)로 인해 발생하는 심리적 감각으로, 반드시 시력을 손상시키지는 않는다. 건물에서는 주변보다 밝기가 훨씬 더 높은 작은 인공 조명(예: 천장 설비)에서 불편한 눈부심이 발생할 수 있다. 광원이 시야의 훨씬 더 많은 부분을 차지할 때(예: 채광창) 눈부심으로 인한 불편함은 포화 효과와 연관될 수 있다. 관찰자는 항상 밝은 광원을 직접 바라보지는 않기 때문에 일반적으로 관찰자가 시각적 작업(예: 컴퓨터 화면)에 초점을 맞추고 밝은 광원이 주변 시야 내에 있을 때 불편한 눈부심이 발생한다.
장애 눈부심은 반드시 불편함을 유발하지 않으면서 사물의 시야를 손상시킨다. 예를 들어 일몰 시 서쪽으로 운전할 때 이러한 현상이 발생할 수 있다. 장애 눈부심은 종종 안구 내 빛의 상호 반사로 인해 발생하며, 작업을 구별할 수 없을 정도로 작업과 눈부심 소스 사이의 대비를 감소시킨다. 눈부심이 너무 강해서 시력이 완전히 손상되는 경우를 장애 눈부심이라고 부른다.

## 같이 보기
- 잔상
- 광공해
- 정반사
- 렌즈 플레어